# Acontista cayennensis
Acontista cayennensis es una especie de mantis del género Acontista, familia Acanthopidae.